# Eyvindr skáldaspillir
L'Eyvindr Finnsson skáldaspillir era un skald noruec del segle x. Era el poeta de la cort de rei Hákon el Bo i el comte Hákon de Hlaðanar. El seu fill Hárekr més endavant va esdevenir un cacic a Noruega.
Els seus treballs conservats són:
- Hákonarmál - compost en memòria de rei Hákon i parla de la seva recepció en Valhal·la. El poema és similar a l'anterior Eiríksmál.
- Háleygjatal - recomptes que els avantpassats del comte Hákon retornen a Odin i parlen de les seves morts. El poema és similar a l'anterior Ynglingatal.
- Unes 14 estrofes separades sobre esdeveniments històrics.